# کریستین کونته
کریستین کونته (انگلیسی: Christian Conteh؛ زادهٔ ۲۷ اوت ۱۹۹۹) بازیکن فوتبال اهل آلمان است.
از باشگاه‌هایی که در آن بازی کرده‌است می‌توان به باشگاه فوتبال فاینورد اشاره کرد.